# Webmail
Webmail je v informatice webová aplikace, která umožňuje uživatelům přistupovat k jejich e-mailovým schránkám prostřednictvím webového prohlížeče. Webmail je alternativa ke klasickým aplikacím e-mailových klientů, jako jsou třeba Microsoft Outlook, The Bat! nebo Mozilla Thunderbird. Webmail poskytují téměř všechny internetové portály a poskytovatelé webových služeb (např. Gmail, Yahoo! Mail, Hotmail, AOL), z domácích pak Seznam.cz, Centrum.cz, Tiscali.cz a další.

## Historie
První webmailovou aplikaci vyvinul Luca Manuza v jazyce Perl, když pracoval v RCS4 na Sardinii. Pojmenoval jí jednoduše WebMail. První funkční demoverze byla vydána 10. března 1995; poté byl 30. března 1995 uvolněn zdrojový kód (s potřebou registrace).
Prvními třemi českými webmaily byly služby POST.CZ, ATC Organizer a Atlas.cz.

## Softwarové balíčky
Existuje mnoho softwarových balíčků, které umožňují přístup k vlastní elektronické poště pomocí webového rozhraní. Některé jsou šířeny i jako open source (SquirrelMail, BlueMamba, RoundCube, IlohaMail a další), jiné jsou komerční produkty (například modul Outlook Web Access pro Microsoft Exchange Server). Některé webmaily nabízí možnost přistupovat přes jejich rozhraní i k elektronické poště umístěné na jiných serverech, takže uživatel může několik schránek obsluhovat z jednoho místa.
Existují e-mailové programy, které dokáží simulovat přístup k elektronické poště jako webový prohlížeč, takže umožňují zpracovávat e-maily, i když k ním není možné přistupovat pomocí klasických protokolů POP3 nebo IMAP.